# Blâmont
 Blâmont  es una población y comuna francesa, en la región de Lorena, departamento de Meurthe y Mosela, en el distrito de Lunéville. Es el chef-lieu y mayor población del cantón de Blâmont.

## Demografía
| 1409 | 1400 | 1257 | 1399 | 1318 | 1261 |
| Para los censos de 1962 a 1999 la población legal corresponde a la población sin duplicidades (Fuente: INSEE [Consultar]) |      |      |      |      |      |